# ليمور جرب الفأري
ليمور جِرْب الفأري هو ليمور فأر لا تُعرف سوى منطقة واحدة يَقطنها في العالم هي غابة شافاني الواقعة بشرق جزيرة مدغشقر قربَ حديق ماناتديا الوطنية، أعلنَ عن اكتشافه فريق بحث مختلط ألماني ومدغشقري في شهر يناير عام 2012. لم تُقم دراسات علمية حول طبيعة غابة شافاني حتى عامي 2008 و2009، عندما أبدت منظمة «جرب» التي نُسبَ الليموري إليها (بالألمانية "GERP"، اختصاراً لـ«مجموعة دراسة وبحث رئيسيات مدغشقر») اهتماماً بإجراء أبحاث حول الليمور في المنطقة.
وبناءً على قياسات ليمور جرب الفأري وصوره ودراسات مورثاته أثبتَ فريق البحث أنه نوع غير موصوف بعد، وأنه نوع مختلفٌ عن ليمور غودمان الفأري الذي يَقطن على مسافة 58 كيلومتراً من منطقة تواجد هذا. حيث أن ليمور جرب الفأري أكبر بشكل واضح، إذ يزن بالمتوسط 68 غراماً فيما يزن ليموري غودمان بالمقابل 44 فحسب. وحالياً يُعد أقرب الأنواع المعروفة من الليمور الفأر صلة بليمور جرب هو ليمور جولي الفأري الذي يَقطن على مسافة إلى الجنوب من منطقة تواجده، وهو أكبر حجماً قليلاً لكن طول ذيله ومورثاته مختلفان عنهما عند ليمور جرب.
يَبدو أن تواجد ليمور جرب الفأري محدودٌ بمنطقة صغيرة من الغابات المطيرة المنخفضة دائمة الخضرة، وهو في حالة خطر جدية نتيجة لتدمير بيئته الطبيعيَّة.